# Philippe Comtois
Philippe Comtois (Montreal, 25 de agosto de 1976) es un deportista canadiense que compitió en saltos de trampolín y plataforma. Ganó dos medallas de oro en los Juegos Panamericanos de 2003.

## Palmarés internacional
| Juegos Panamericanos | Juegos Panamericanos            | Juegos Panamericanos | Juegos Panamericanos   |
| Año                  | Lugar                           | Medalla              | Prueba                 |
| -------------------- | ------------------------------- | -------------------- | ---------------------- |
| 2003                 | Santo Domingo (Rep. Dominicana) | Medalla de oro       | Trampolín 3 m sincro   |
| 2003                 | Santo Domingo (Rep. Dominicana) | Medalla de oro       | Plataforma 10 m sincro |